# Ludwig August Burckhardt

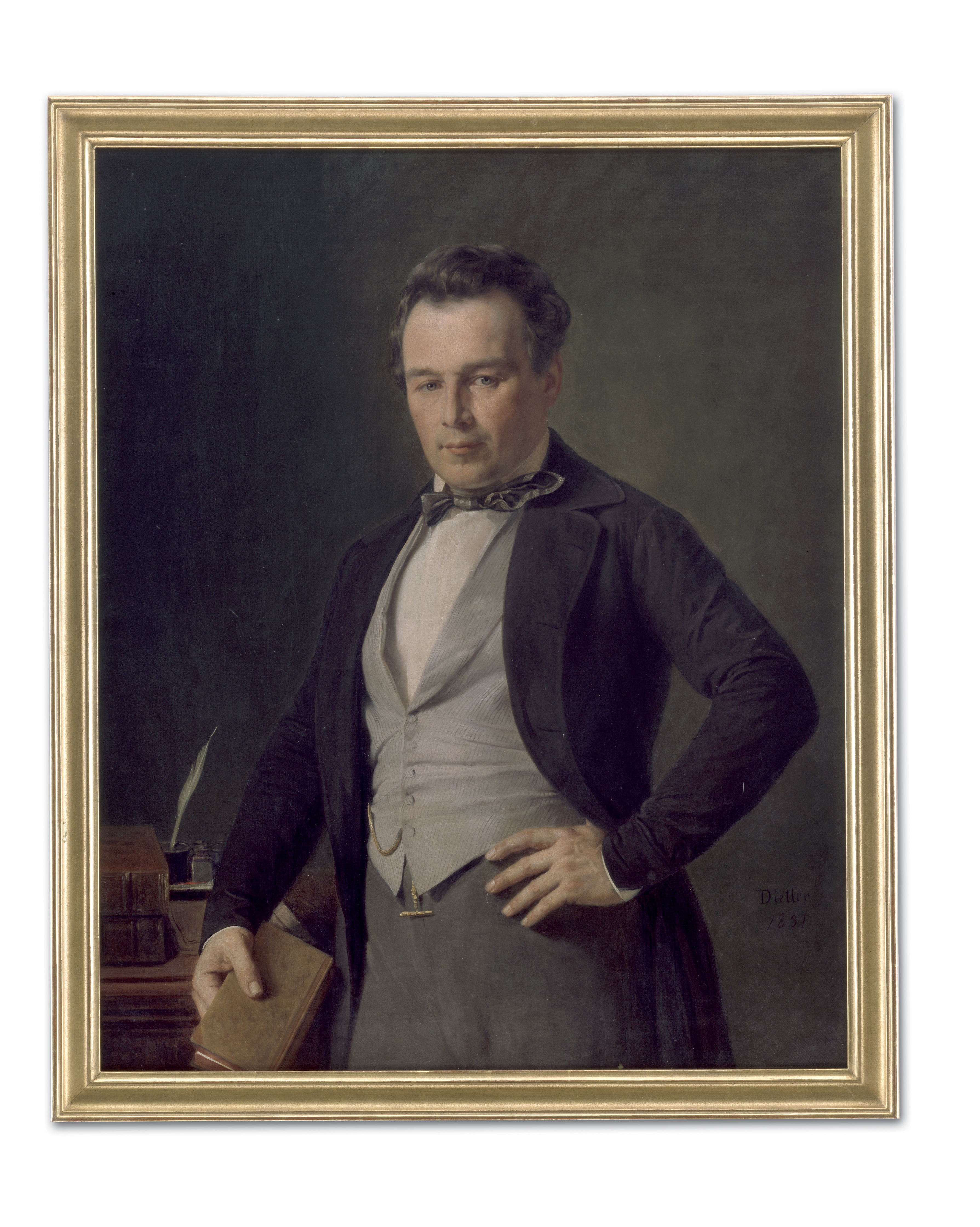
Johann Friedrich Dietler: Potrtät des Ludwig August Burckhardt-Wick, 1851

Ludwig August Burckhardt (auch Burckhardt-Wick; * 29. April 1808 in Basel; † 27. November 1863 ebenda) war ein Schweizer Historiker und Jurist.

## Leben
Ludwig August Burckhardt studierte Rechtswissenschaft an den Universitäten von Basel und Heidelberg. Ob er bereits während des Studiums zum Doktor der Rechte promoviert wurde oder diesen Titel später erhielt, ist nicht überliefert. Er wurde in seiner Heimatstadt zunächst Appellationsgerichtsschreiber, bevor er von 1844 bis 1853 Präsident des Kriminalgerichts in Basel war. Später lebte er als Privatgelehrter. Als Jurist gelangte Ludwig August Burckhardt zur Rechts- und Basler Lokalgeschichte, seine Schriften beruhen auf gewissenhafter Quellenforschung. Zusammen mit einer Gruppe von jungen Juristen und Historikern hat er in den 1850er Jahren im Auftrag des Kleinen Rates die Basler Klosterarchive neu geordnet und inventarisiert.
Burckhardt war vielfältig in seiner Heimatstadt engagiert. Er sass als liberalkonservativ eingestellter Politiker zeitweilig im Grossen Rat der Stadt Basel, war ausserdem Gründungsmitglied der Allgemeinen Geschichtsforschenden Gesellschaft der Schweiz, der Historischen Gesellschaft sowie der Antiquarischen Gesellschaft in Basel. Daneben war er Mitglied des Basler Kunstvereins und gehörte der Basler Lesegesellschaft an.
Seit 1850 war er mit Luise Elisabeth Wick (1820–1853) verheiratet. Ihr zweitältester von vier Söhnen war Emil Burckhardt.

## Werke (Auswahl)
- Der Kanton Basel: historisch, geographisch, statistisch geschildert. Huber, St. Gallen 1841.
- Notizen über Kunst und Künstler zu Basel. Als Zugabe zur diesjährigen Kunst-Ausstellung vom Kunst-Verein herausgegeben. Basel 1841.
- mit Christoph Riggenbach: Die Dominikaner Klosterkirche in Basel. Bahnmaier, Basel 1855.
- Die Hofrodel von Dinghöfen Baselischer Gotteshäuser und andrer am Ober-Rhein. Auckert, Basel 1860.